# Ismeno (divinità)
Ismeno è un personaggio della mitologia greca, dio del fiume Ismeno, in Beozia.

## Mitologia
Esistono diverse tradizioni su Ismeno, tanto che non è facile capire se si tratti dello stesso personaggio o di personaggi distinti.
Secondo Igino, Ismeno era, come gli altri potamoi, figlio di Oceano e Teti. Secondo altre tradizioni era invece figlio di Asopo e Metope. Pausania riporta invece la leggenda secondo cui Ismeno era il figlio di Apollo e Melia, e divenne il dio dell'omonimo fiume in seguito alla morte di suo zio Caanto.
Ismeno fu padre di due ninfe, Dirce e Strofie, e in alcune versioni, del cantore Lino. Un'altra figlia a lui ascritta è Ismene, consorte di Pan e madre di Creneo, che fu uno dei difensori di Tebe nella guerra dei Sette contro Tebe.